# سیلوسترا لو توزل
سیلوسترا لو توزل (انگلیسی: Sylvestra Le Touzel؛ زادهٔ ۱۹۵۸ میلادی) بازیگر اهل انگلستان است.
از فیلم‌ها یا برنامه‌های تلویزیونی که وی در آن نقش داشته است، می‌توان به راهی طولانی تا فینچلی، لطف حیرت‌آور، بی غم، ناخوانده، آقای ترنر، راهی طولانی تا فینچلی و کلاود اطلس اشاره کرد.